# Niederwallmenach
Niederwallmenach település Németországban, Rajna-vidék-Pfalz tartományban. Lakosainak száma 410 fő (2023. december 31.). Niederwallmenach Ruppertshofen és Bogel községekkel határos.

## Népesség
A település népességének változása:
| Lakosok száma | 415  | 412  | 425  | 417  | 403  | 410  |
|               | 1975 | 2017 | 2019 | 2021 | 2022 | 2023 |